# Ленин. Поезд
«Ле́нин. По́езд» (англ. Lenin: The Train; другое название — «Поезд Ленина», итал. Il treno di Lenin) — итальянский двухсерийный телевизионный художественный фильм, снятый режиссёром Дамиано Дамиани в 1988 году по книге Майкла Пирсона «Запломбированный вагон» 1975 года.

## Сюжет
Первая мировая война зашла в тупик. Немецкий генштаб пытается ослабить Восточный фронт, оказывая, посредством авантюриста Парвуса, поддержку русским революционерам. Пребывающий в эмиграции в Швейцарии Ленин соглашается на спорное предложение и набирает команду единомышленников. Большинство революционеров-эмигрантов гневно протестует против такого рискованного шага, напоминающего предательство. За Лениным идут считанные единицы.
В поезде складываются непростые отношения между людьми. Немецкие офицеры видят в русских революционерах своё оружие и своих врагов. Конфликты между ними сглаживает швейцарский социалист Платтен. Скрытое противостояние наблюдается между Надеждой Крупской и Инессой Арманд. Радек ссорится с Зиновьевым. Ленин колеблется между желанием произнести пламенную речь перед рабочими на станциях и словом, данным немецким офицерам. Вместе с тем Ленин пытается обыграть Парвуса, выходя на немецкую разведку без посредников.
Ленин подъезжает к Петрограду, полный смутных предчувствий относительно возможного ареста. Однако все страхи напрасны: его встречает толпа с красными флагами, и он, стоя на броневике, произносит пламенную речь.

## В ролях
- Бен Кингсли — Ленин
- Лесли Карон — Крупская
- Доминик Санда — Инесса Арманд
- Тимоти Уэст — Парвус
- Питер Уитмен — Радек
- Шавьер Элоррьяга[англ.] — Платтен
- Джейсон Коннери — Давид Сулиашвили
- Паоло Боначелли — Зиновьев
- Алан Гудсон — Сафаров
- Жанин Местре — Лилина
- Маттиа Сбрагиа — Фюрстенберг
- Георг Букофф — Усиевич
- Манфред Андре — Керенский
- Тобиас Энгель — Карпинский
- Вольфганг Гассер — Мартов
- Вернер Принц — Гримм
- Эрнст Якоби — фон Берген